# Caeneressa pratti
Caeneressa pratti är en fjärilsart som beskrevs av John Henry Leech 1889. Caeneressa pratti ingår i släktet Caeneressa och familjen björnspinnare. Inga underarter finns listade i Catalogue of Life.